# Lijst van spelers van Widzew Łódź
Deze lijst bevat voetballers die bij de Poolse voetbalclub Widzew Łódź spelen of gespeeld hebben. De namen zijn alfabetisch gerangschikt.

## A
- Arkadiusz Aleksander
- Miodrag Andjelkovic
- Tomasz Augustyniak

## B
- Marek Bajor
- Arkadiusz Bak
- Dawid Banaczek
- Batata
- Jacek Bayer
- Clément Beaud
- Maciej Bębenek
- Vladimir Bednar
- Souhail Ben Radhia
- Jaroslaw Bialek
- Jarosław Bieniuk
- Tadeusz Blachno
- Pavel Bocian
- Saša Bogunović
- Daniel Bogusz
- Henryk Bolesta
- Zbigniew Boniek
- Grzegorz Bonk
- Alain Bono Mboune
- Uli Borowka
- Daniel Bozhkov
- Łukasz Broź
- Mateusz Broź
- Bruno Pinheiro
- Adrian Budka
- Filip Burkhardt
- Stanislaw Burzynski

## C
- Nathan Caldwell
- Damian Ceglarz
- Slawomir Chalaskiewicz
- Jacek Chanko
- Adam Cichon
- Tomasz Ciesielski
- Andrejs Cigaņiks
- Wiesław Cisek
- Marek Citko
- Krzysztof Cuch
- Cuqui
- Alexandru Curtianu
- Ryszard Czerwiec

## D
- Wladyslaw Dabrowski
- Jacek Dembinski
- Anatoliy Demyanenko
- Marcin Drajer
- Daniel Dubicki
- Dariusz Dudek
- Dudu
- Daniel Dybiec
- Nika Dzalamidze
- Dariusz Dziekanowski
- Marek Dziuba
- Velibor Đurić

## E
- Frank Egharevba
- Emmanuel Ekwueme

## F
- Bartosz Fabiniak
- Marcin Folc
- Douglas Freitas

## G
- Andrius Gedgaudas
- Dariusz Gęsior
- Giuliano
- Marek Godlewski
- Michał Goliński
- Lukasz Gorszkow
- Paul Grischok
- Bartlomiej Grzelak
- Rafał Grzelak
- Piotr Grzelczak
- Łukasz Grzeszczyk
- Slawomir Gula

## H
- Hermes
- Bartosz Hinc
- Jakub Hladowczak
- Artur Holewinski

## I
- Bartosz Iwan
- Leszek Iwanicki

## J
- Paweł Janas
- Wojciech Jarmuż
- Andrzej Jaskot
- Waldemar Jaskulski
- Jan Jezewski
- Tomasz Jodłoviec
- Mariusz Jop
- Bogdan Jozwiak
- Lukasz Juszkiewicz

## K
- Rafal Kaczmarczyk
- Krzysztof Kajrys
- Arkadiusz Kaliszan
- Maxwell Kalu
- Bartosz Kaniecki
- Paweł Kapsa
- Kenneth Karlsen
- Tomasz Kiełbowicz
- Jakub Kisiel
- Adrian Klepczynski
- Robert Klos
- Andrzej Kobylański
- Marek Koniarek
- Bartłomiej Konieczny
- Maciej Kowalczyk
- Robert Kowalczyk
- Arkadiusz Kubik
- Piotr Kuklis
- Radoslaw Kursa
- Kamil Kuzera

## L
- Tomasz Łapiński
- Jarosław Łato
- Lelo
- Tomasz Łisowski
- Bartosz Ława

## M
- Sebastian Madera
- Jacek Magiera
- Slawomir Majak
- Dariusz Marciniak
- Lukasz Maslowski
- Radoslaw Matusiak
- Marek Matuszek
- Piotr Matys
- Pawel Miaszkiewicz
- Radoslaw Michalski
- Ruslan Miedzhidov
- Grzegorz Mielcarski
- Maciej Mielcarz
- Łukasz Mierzejewski
- Andriy Mikhalchuk
- Dejan Milosevski
- Rafał Misztal
- Jozef Mlynarczyk
- Piotr Mosor
- Miroslaw Myslinksi

## N
- Prejuce Nakoulma
- Stefano Napoleoni
- Sławomir Nazaruk
- Marcin Nowak

## O
- Sławomir Olszewski
- Arkadiusz Onyszko
- Joseph Oshadogan
- Krzysztof Ostrowski
- Przemyslaw Oziębała

## P
- John Paintsil
- Mindaugas Panka
- Bartosz Partyka
- Jacek Paszulewicz
- Rafal Pawlak
- Boris Peškovič
- Arkadiusz Piech
- Grzegorz Piechna
- Adam Piekutowski
- Piotr Plewnia
- Boguslaw Plich
- Jerzy Podbrożny
- Robertas Poškus
- Michal Probierz
- Kazimierz Przybys
- Kazimierz Putek
- Michał Pytkowski

## R
- Patryk Rachwał
- Marcin Rackiewicz
- Damian Radowicz
- Ryszard Remien
- Riku Riski
- Marcin Robak
- Zbigniew Robakiewicz
- Imad Rondić
- Slawomir Rutka
- Andrzej Rybski
- Jakub Rzeźniczak

## S
- Gustavo Salgueiro
- Maciej Scherfchen
- Darvydas Šernas
- Rafał Serwaciński
- Damian Seweryn
- Rafal Siadaczka
- Marcin Siedlarz
- Bartosz Ślusarski
- Włodzimierz Smolarek
- Pawel Sobczak
- Krzysztof Sokalski
- Michał Stasiak
- Piotr Stawarczyk
- Marcin Stefanik
- Arturas Stesko
- Igoris Stesko
- Maciej Stolarczyk
- Bogdan Straton
- Wieslaw Surlit
- Tadeusz Swiatek
- Damian Świerblewski
- Piotr Szarpak
- Maciej Szczesny
- Sławomir Szeliga
- Dariusz Szubert
- Andrzej Szulc
- Rafal Szwed
- Wojciech Szymanek
- Miroslaw Szymkowiak

## T
- Bartosz Tarachulski
- Maciej Terlecki
- Miroslaw Tlokinski
- Łukasz Trałka
- Mateusz Turek
- Andrzej Tychowski

## U
- Ugochukwu Ukah
- Przemyslaw Urbaniak
- Longinus Uwakwe

## W
- Adam Walczak
- Jakub Wawrzyniak
- Kazimierz Wegrzyn
- Artur Wichniarek
- Sergiusz Wiechowski
- Jerzy Wijas
- Piotr Wlazło
- Piotr Wlodarczyk
- Roman Wojcicki
- Piotr Wojdyga
- Pawel Wojtala
- Andrzej Wozniak
- Wieslaw Wraga
- Zbigniew Wyciszkiewicz
- Artur Wyczalkowski

## Z
- Bogdan Zajac
- Marcin Zając
- Kelechi Zeal
- Nenad Zečević
- Jurijs Zigajevs
- Przemyslaw Ziólkowski
- Wladylsaw Zmuda
- Tomas Zvirgzdauskas
- Mikołaj Zwoliński